# Hendrik Timmer
Hendrik Timmer (* 8. Februar 1904 in Utrecht; † 13. November 1998 in Bilthoven) war ein niederländischer Tennisspieler. Darüber hinaus war er auch Landesmeister im Squash und erfolgreicher Golfer.

## Leben
Hendrik Timmer gewann bei den Olympischen Sommerspielen 1924 in Paris die Bronzemedaille im gemischten Doppel mit seiner Partnerin Cornelia Bouman. Zweimal erreichte er in seiner Karriere das Viertelfinale in Wimbledon, 1927 und 1929. Zwischen 1923 und 1936 trat Timmer in 26 Begegnungen für die niederländische Davis-Cup-Mannschaft an. Dabei gewann er 32 seiner 47 Einzelpartien und elf seiner 18 Doppelpartien. Mit insgesamt 43 gewonnenen Partien ist Timmer bis heute der niederländische Spieler mit den meisten Siegen in der Davis-Cup-Geschichte. 
Wie seine Olympiapartnerin Bouman war Timmer auch in anderen Disziplinen erfolgreich: Er gewann mehrere Golfturniere und wurde 1941 niederländischer Landesmeister im Squash. Zudem nahm er dreimal am Elfstedentocht teil.
Am 13. November 1998, nur vier Tage vor Cornelia Bouman, starb Timmer 94-jährig in Bilthoven.